# Вілла-Сантіна
Вілла-Сантіна (італ. Villa Santina) — муніципалітет в Італії, у регіоні Фріулі-Венеція-Джулія,  провінція Удіне.
Вілла-Сантіна розташована на відстані близько 510 км на північ від Рима, 115 км на північний захід від Трієста, 50 км на північний захід від Удіне.
Населення — 2276 осіб (2014).

## Демографія
Населення за роками:

Станом на 1 січня 2023 року в муніципалітеті офіційно проживало 75 іноземців з 18 країн, серед них 30 громадян країн Євросоюзу та 3 громадяни України.

## Сусідні муніципалітети
- Енемонцо
- Лауко
- Равео
- Тольмеццо
- Верцегніс